# 8センチDVD

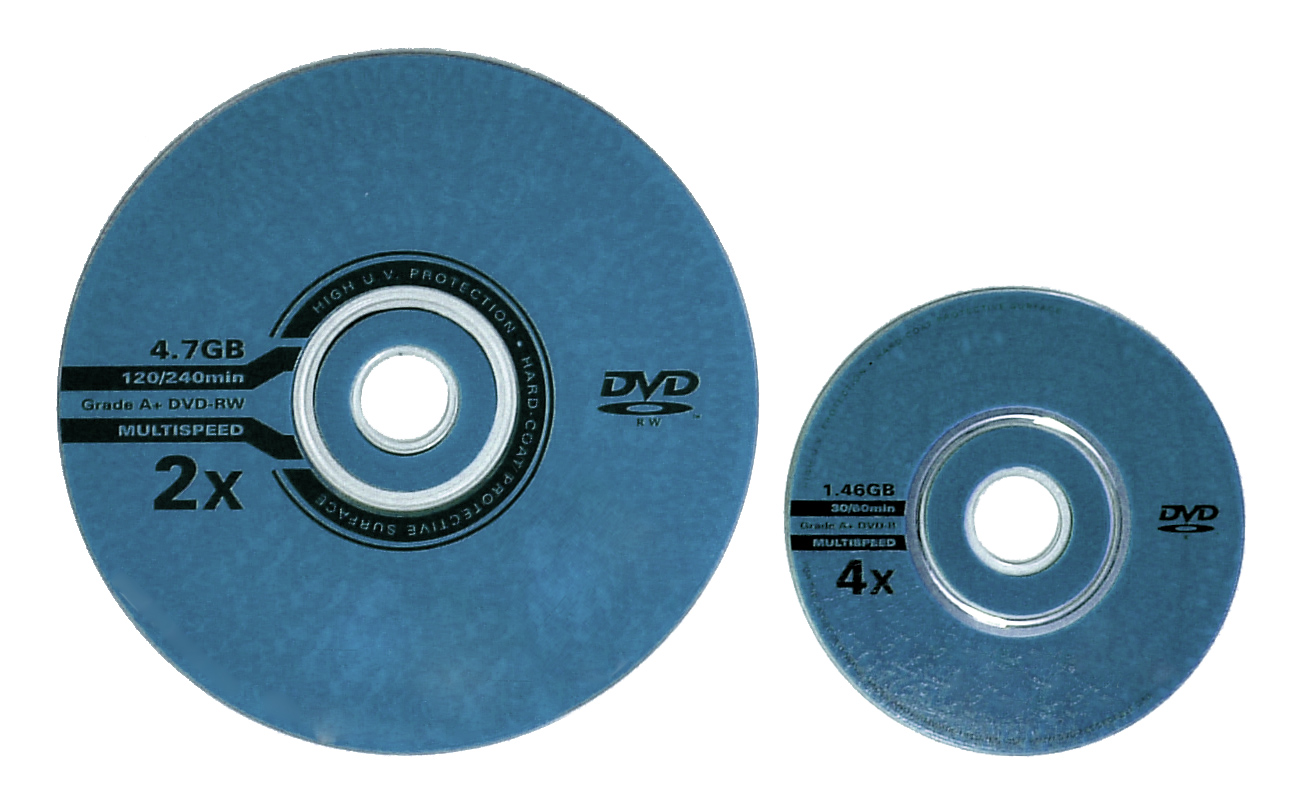
12センチDVDと8センチDVD

8センチDVD (8 cm DVD) は、通常のDVDが直径12cmであるのに対し、8センチCDと同じ直径8cmの小型のDVDである。「8cmDVD」「8cm DVD」とも表記され、「ミニDVD」「MiniDVD」「Mini DVD」「miniDVD」とも呼ばれる。アメリカでは3インチDVD (3 inch DVD) とも呼ばれる。
片面1層で1.4 GB、標準画質で30分の映像を収録できる。小型化が要求されるカムコーダに用いられている。
規格に若干の変更を加えたものが、任天堂のゲーム機ニンテンドー ゲームキューブのメディアディスクに採用されている。

## 容量比較
| 直径 | 片面1層 | 片面2層 | 両面1層 | 両面2層 |
| ---- | ------- | ------- | ------- | ------- |
| 12cm | 4.7 GB  | 8.5 GB  | 9.4 GB  | 17 GB   |
| 8cm  | 1.4 GB  | 2.66 GB | 2.8 GB  | 5.2 GB  |